# Jeremiah Madimetja Masela
Jeremiah Madimetja Masela (ur. 28 czerwca 1958 w Bergzich) – południowoafrykański duchowny katolicki, od 2013 biskup Polokwane.

## Życiorys

### Prezbiterat
Święcenia kapłańskie przyjął 15 grudnia 1984. Służył duszpastersko w parafiach diecezji Polokwane, był także wikariuszem generalnym tej diecezji i ojcem duchownym seminarium w Pretorii. W latach 2011–2013 pełnił funkcję administratora diecezji.

### Episkopat
10 czerwca 2013 papież Franciszek mianował go biskupem diecezji Polokwane. Sakry biskupiej udzielił mu 7 września 2013 metropolita Johannesburga - arcybiskup Buti Joseph Tlhagale.